# Diospyros eucalyptifolia
Diospyros eucalyptifolia är en tvåhjärtbladig växtart som beskrevs av Bakh. Diospyros eucalyptifolia ingår i släktet Diospyros och familjen Ebenaceae. Inga underarter finns listade i Catalogue of Life.